# Kazuyuki Kyoya
Kazuyuki Kyoya (født 13. august 1971) er en tidligere japansk fodboldspiller.
Han har spillet for flere forskellige klubber i sin karriere, herunder JEF United Ichihara.